# Käensaari (ö i Södra Karelen)
Käensaari är en ö i Finland. Den ligger i sjön Rikojärvi och i kommunen Savitaipale i den ekonomiska regionen  Villmanstrands ekonomiska region  och landskapet Södra Karelen, i den södra delen av landet, 180 km nordost om huvudstaden Helsingfors. Öns area är 1,3 hektar och dess största längd är 230 meter i nord-sydlig riktning.